# Финале Купа Мађарске у фудбалу 2015.
Финале Мађарског купа 2015. је одлучило о победнику Мађарског купа 2014/15., 75. сезоне мађарског премијерног фудбалског купа. Утакмица је одиграна 20. маја 2015. године а учесници финалне утакмице су били ФК Видеотон и ФК Ференцварош. Утакмица је одиграна у Групама арени пред 15.525 гледалаца.

## Пут до финала
| Видеотон           | Видеотон | Видеотон                  | Коло               | Ференцварош                 | Ференцварош       | Ференцварош               |
| ------------------ | -------- | ------------------------- | ------------------ | --------------------------- | ----------------- | ------------------------- |
| Противник          | Резултат | Утакмица                  |                    | Противник                   | Резултат          | Утакмица                  |
| ФК Ракошменти КШК  | 8 : 0    |                           | Прво коло          | ФК Хевиз                    | 8 : 0             |                           |
| ФК Тештверишег     | 7 : 0    |                           | Друго коло         | ФК Вечеш                    | 6 : 1             |                           |
| ФК Сигетсентмиклош | 2 : 1    |                           | Шеснаестина финала | ФК Ержебет Спартакус МТК ЛЕ | 3 : 0             |                           |
| ФК Диошђер ВТК     | 2 : 1    |                           | Осмина финала      | ФК Хонвед                   | 0 : 0 (3 : 1 пен) |                           |
| ФК Печуј МФК       | 5 : 1    | 2 : 1 домаћин; 3 : 0 гост | Четвртфинале       | ФК Чаквар                   | 10 : 0            | 5 : 0 домаћин; 5 : 0 гост |
| ФК Ујпешт          | 5 : 1    | 1 : 0 домаћин; 4 : 1 гост | Полуфинале         | ФК Солнок МАВ               | 3 : 1             | 2 : 0 домаћин; 1 : 1 гост |

## Изјаве пре утакмице
Један од учесника била је и екипа ФК Видеотон, која је желела да освоји пехар по други пут у својој историји. Први успех и дизање пехара је било на крају кампање у купу мађарске 2005/06. године. Поред једне титуле шампиона, тим је већ био три пута у финале (у сезонама 1981–1982, 2000–2001, 2010–2011).
Други учесник финала био је ФК Ференцварош, који је могао да се похвали са двадесет успешних финала у мађарском купу. У својој историји, први пут је доспео на врх 1913. године, зелено-бели су последње победничко финале одиграли на крају кампање 2003/04. Пре финала 2015. последњи пут су се појавили у финалу пре само десет година, 2005. године.
Пре овог финала, ова два тима се никада нису састајала у финалу Купа Мађарске.
Извор: Немзети спорт

## Утакмица
Финале је одржано у Групама арени у Будимпешти са почетком у 20 часова. Прво полувреме донело је Видеотону теренску надмоћ, али су шансе неколико пута пропуштене због бравурозних одбрана голмана Ференцвароша Денеса Дибуша. Почетком другог полувремена Ференцварош је повео преко брзе контре. Слика меча се од тада променила, ФТК је имао теренску надмоћ и на крају изборио велику победу. Занимљиво је да су сва четири гола постигнута са стране. Део је хронике утакмице да је у другом полувремену, недуго после првог гола, огроман пљусак отежао игру.
| ФК Видеотон (НБ I) | 0 : 4    | ФК Ференцварош (НБ I)                                                               |
| ------------------ | -------- | ----------------------------------------------------------------------------------- |
|                    | Извештај | - Роланд Варга 54’ - Бенце Батик 60’ - Роланд Ламах 70’ - Роланд Солноки 87’ (а.г.) |

| Видеотон | Ференцварош |

|             |  |                                 |  |
|             |  |                                 |  |
| GK          |  | Хуан Калатајуд 61’              |  |
| RB          |  | Роланд Солноки                  |  |
| DF          |  | Роланд Јухас 45’                |  |
| DF          |  | Пауло Винициус Соуза дос Сантос |  |
| LB          |  | Стопира                         |  |
| MF          |  | Ђерђ Шандор                     |  |
| MF          |  | Филипе Оливеира 33’ 63’         |  |
| MF          |  | Адам Шимон 63’                  |  |
| MF          |  | Иштван Ковач 71’                |  |
| FW          |  | Адам Ђурчо                      |  |
| FW          |  | Немања Николић                  |  |
| Резерве:    |  |                                 |  |
| GK          |  | Филип Пајовић                   |  |
| DF          |  | Андраш Фејеш                    |  |
| MF          |  | Динко Треботић 63’              |  |
| MF          |  | Тибор Хефлер                    |  |
| FW          |  | Артуро Алварез 63’              |  |
| FW          |  | Роберт Фецесин 71’              |  |
| FW          |  | Мирко Ивановски                 |  |
| Тренер:     |  |                                 |  |
| Хоан Кариљо |  |                                 |  |

|           |  |                            |  |
|           |  |                            |  |
| GK        |  | Денеш Дибус                |  |
| DF        |  | Матео Павловић             |  |
| DF        |  | Емир Дилавер               |  |
| DF        |  | Кристијан Рамирез 89’      |  |
| MF        |  | Бенце Батик 13’            |  |
| MF        |  | Вергитон до Росарио Калмон |  |
| MF        |  | Адам Нађ 70’               |  |
| MF        |  | Золтан Гера 67’ 87’        |  |
| WI        |  | Роланд Ламах               |  |
| FW        |  | Данијел Беде               |  |
| WI        |  | Роланд Варга               |  |
| Резерве:  |  |                            |  |
| GK        |  | Левенте Јова               |  |
| DF        |  | Филип Бениг 89’            |  |
| MF        |  | Габор Ђембер 70’           |  |
| MF        |  | Владан Чукић 87’           |  |
| MF        |  | Атила Харис                |  |
| MF        |  | Доминик Нађ                |  |
| FW        |  | Бенџамин Лаут              |  |
| Тренер:   |  |                            |  |
| Томас Дол |  |                            |  |